# Susan Hill
Susan Hill (sinh ngày 5.2.1942) là nhà văn người Anh. Các tiểu thuyết của bà trong đó có quyển I'm the King of the Castle đã đoạt Giải Somerset Maugham năm 1971.

## Tiểu sử
Susan Hill sinh tại Scarborough, North Yorkshire. Thành phố quê hương của bà đã được bà nói tới trong tiểu thuyết "A Change for the Better" (1969) và trong vài truyện ngắn, nhất là truyện "Cockles and Mussels".
Bà học ở Scarborough Convent School, nơi bà bắt đầu quan tâm tới kịch nghệ và văn học. Gia đình bà dời khỏi Scarborough năm 1958, di chuyển tới Coventry nơi cha bà làm việc trong các nhà máy xe hơi và máy bay. Hill kể lại là bà học ở trường nữ trung học cấp II Barr's Hill. Các bạn học của bà có Jennifer Page, giám đốc điều hành đầu tiên của Millennium Dome. Bà đậu bằng A levels (tương đương tú tài) về tiếng Anh, tiếng Pháp, tiếng Latin và Lịch sử ở trường Barrs Hill rồi tiếp tục đậu bằng cử nhân tiếng Anh ở King's College London. Lúc bắt đầu học đại học bà đã viết quyển tiểu thuyết đầu tay - The Enclosure - được nhà xuất bản Hutchinson xuất bản ngay khi bà học đại học năm thứ nhất. Quyển tiểu thuyết này bị tờ The Daily Mail phê bình vì nội dung tính dục, mà tờ báo cho rằng lối viết theo văn phong này không hợp với một "nữ sinh".
Tiểu thuyết thứ hai của bà - Gentleman and Ladies - được xuất bản năm 1968. Tiếp liền theo là các quyển A Change for the Better, I'm the King of the Castle, The Albatross và các truyện ngắn khác, rồi quyển Strange Meeting, The Bird of Night, A Bit of Singing and Dancing và In the Springtime of the Year, tất cả đều được xuất bản từ năm 1968 tới năm 1974.

## Đời tư
Năm 1975 Susan Hill kết hôn với Stanley Wells, một học giả chuyên nghiên cứu Shakespeare và họ chuyển về cư ngụ ở Stratford upon Avon. Người con gái đầu lòng của họ là nữ tác giả Jessica Ruston sinh năm 1977; còn người con gái thứ hai là Clemency, sinh năm 1985. Gần đây Hill đã lập ra công ty xuất bản của riêng mình, Long Barn Books, mỗi năm xuất bản một tiểu thuyết hư cấu.

## Tác phẩm xuất bản
Các tiểu thuyết của Hill được viết theo văn phong gothic miêu tả, đặc biệt truyện ma The Woman in Black của bà, được xuất bản năm 1983. Bà đã biểu lộ sự quan tâm tới truyện ma truyền thống của ngưới Anh trong đó dựa vào sự hồi hộp và bầu không khí để tạo ảnh hưởng, tương tự như các truyện ma cổ điển của Montague Rhodes James và Daphne du Maurier. Quyển tiểu thuyết trên đã được chuyển thể thành kịch cùng tên năm 1987 và tiếp tục được diễn ở nhà hát West End của London, nhập vào nhóm các vở kịch được diễn mãi trên 20 năm nay. Quyển này cũng được quay thành phim truyền hình năm 1989. Bà viết truyện ma khác với những yếu tố tương tự, quyển The Mist in the Mirror năm 1992, và một quyển tiếp vào quyển Rebecca của Maurier, với tên Mrs De Winter năm 1993.
Từ năm 2004, Hill bắt đầu viết một loạt tiểu thuyết tội phạm hình sự đưa ra nhân vật thám tử Simon Serailler, trong các quyển The Various Haunts of Men (2004), The Pure in Heart (2005), The Risk of Darkness (2006), The Vows of Silence (2009) và The Shadows in the Street (2010).

### Tiểu thuyết
- The Enclosure. Hutchinson 1961
- Do Me a Favour, Hutchinson 1963
- Gentleman and Ladies. Hamish Hamilton 1968 Penguin Paperback1970
- A Change for the Better, Hamish Hamilton 1969 Penguin Paperback 1971
- I'm the King of the Castle (Tôi là vua lâu đài), Hamish Hamilton 1970; Penguin Paperback 1972
- Strange Meeting, Hamish Hamilton 1971; Penguin Paperback 1973
- The Bird of Night, Hamish Hamilton 1972; Penguin Paperback1973
- In the Springtime of the Year, Hamish Hamilton 1973; Penguin Paperback 1974
- The Woman in Black - A Ghost Story (Thiếu phụ áo đen), Hamish Hamilton Penguin Paperback 1983/ Mandarin Paperback 1989 Vintage Paperback 1999
- Air and Angels, Sinclair Stevenson 1991; Mandarin Paperback 1993; Vintage 1999
- The Mist in the Mirror: A Ghost Story, Hamish Hamilton 1992; Mandarin paperback 1993; Vintage 1999
- Mrs de Winter, Sinclair Stevenson 1993; Mandarin Paperback 1994; Vintage 1999
- The Service of Clouds, Chatto and Windus 1997; Vintage 1999
- Simon Serrailler crime novels:
  - The Various Haunts of Men, Vintage, 2005
  - The Pure in Heart, Vintage, 2006
  - The Risk of Darkness, Chatto and Windus,2006
  - The Vows of Silence, Chatto & Windus, 2008
  - Shadows in the Streets, 2010
  - The Betrayal of Trust, 2011
- Corruption, Chatto and Windus
- The Going Down of the Sun
- The Man in the Picture: A Ghost Story, 2007
- The Beacon, 2008
- The Small Hand, 2010

### Tập truyện ngắn
- The Albatross and other stories, Hamish Hamilton 1970; Penguin 1972
- A Bit of Singing and Dancing, Hamish Hamilton 1973; Penguin 1974
- Listening to the Orchestra, Long Barn Books 1997
- The Boy Who Taught the Beekeeper to Read, Chatto and Windus July 2003

### Chapbook
- The Custodian, Covent Garden Press 1972[7]

### Không hư cấu
- The Magic Apple Tree, (tự truyện) Hamish Hamilton, 1982; Penguin 1985; Long Barn Books 1998
- Through the Kitchen Window, Illustrated by Angela Barrett Hamish Hamilton 1984; Penguin 1986
- Through the Garden Gate, (Illustrated by Angela Barrett), Hamish Hamilton, 1986
- The Lighting of the Lamps, (Collected pieces) Hamish Hamilton, 1987
- Shakespeare Country, (photographs by Talbot and Whiteman) Michael Joseph, 1987
- The Spirit of the Cotswolds, (photographs by Nick Meers), Michael Joseph, 1988
- Family, (Autobiography) Michael Joseph, 1989
- Reflections from a Garden, (Illustrated by Ian Stephens; written with Rory Stuart) Pavilion Books 1995
- Howards End is on the landing 2009

### Kịch
- The Cold Country and Other Plays for Radio (includes The End of Summer, Lizard in the Grass, Consider the Lilies, Strip Jack Naked); London, BBC Publications, 1975.
- Lizard in the Grass, broadcast 1971; produced Edinburgh, 1988
- On the Face of It, broadcast 1975; published in Act 1, edited by David Self and Ray Speakman, London, Hutchinson, 1979
- The Ramshackle Company (for children); produced London, 1981
- Chances, broadcast 1981; produced London, 1983.

### Truyện thiếu nhi
- One Night at a Time, Hamish Hamilton 1984; Puffin 1986
- Mother's Magic, Hamish Hamilton 1985; Puffin 1986
- Can it be True?; (illustrated by Angela Barrett) Hamish Hamilton 1987; Puffin 1988; Walker Books 1990
- Susie's Shoes, (illustrated by Priscilla Lamont), Hamish Hamilton 1989; Puffin 1990
- Stories from Codling Village, (illustrated by Caroline Crosland) Walker Books 1990
- I've Forgotten, Edward Walker Books and Sainsburys 1990
- I Won't Go there Again, Walker Books 1990
- Pirate Poll (illustrated by Priscilla Lamont), Hamish Hamilton 1991; Puffin 1992
- The Glass Angels, Walker Books 1991, Paperback 1993
- Beware, Beware, (illustrated by Angela Barrett), Walker Books 1993, Paperback 1994
- King of King's, (illustratedb by John Lawrence), Walker Books 1994
- The Christmas Collection: An Anthology (illustrated: John Lawrence), Walker Books 1995
- The Battle for Gullywith, 2008

## Giải thưởng
- 1971 Giải Somerset Maugham I'm the King of the Castle
- 1972 Giải tiểu thuyết Whitbread The Bird of Night
- 1972 Giải John Llewellyn Rhys The Albatross
- 1988 Giải sách Nestlé Smarties (Giải Vàng) (thể loại 6–8 năm) Can It Be True?: A Christmas Story